# Ilse Weber
Ilse Weber, nata Ilse Herlinger (Witkowitz, 11 gennaio 1903 – Auschwitz, 6 ottobre 1944), è stata una scrittrice, poetessa e compositrice ceca.
Poetessa ebrea, scrisse in tedesco, in particolare favole, opere teatrali e poesie per bambini ebrei. Il suo libro più popolare è stato Mendel Rosenbusch. Geschichten für jüdische Kinder ("Mendel Rosenbusch: storie per bambini ebrei") (1929). È particolarmente nota per le canzoni scritte durante la prigionia nel ghetto di Terezín (Theresienstadt). Fu deportata volontariamente ad Auschwitz con i bambini di Terezín e uccisa nelle camere a gas, insieme a suo figlio Tommy.

## Biografia
Nacque a Witkowitz (Vitkovice, Ostrava) in Moravia, nella futura Repubblica Ceca. Da bambina leggeva molto e imparò a cantare e suonare la chitarra, il liuto, il mandolino e la balalaika, ma non prese mai considerazione una carriera da musicista.

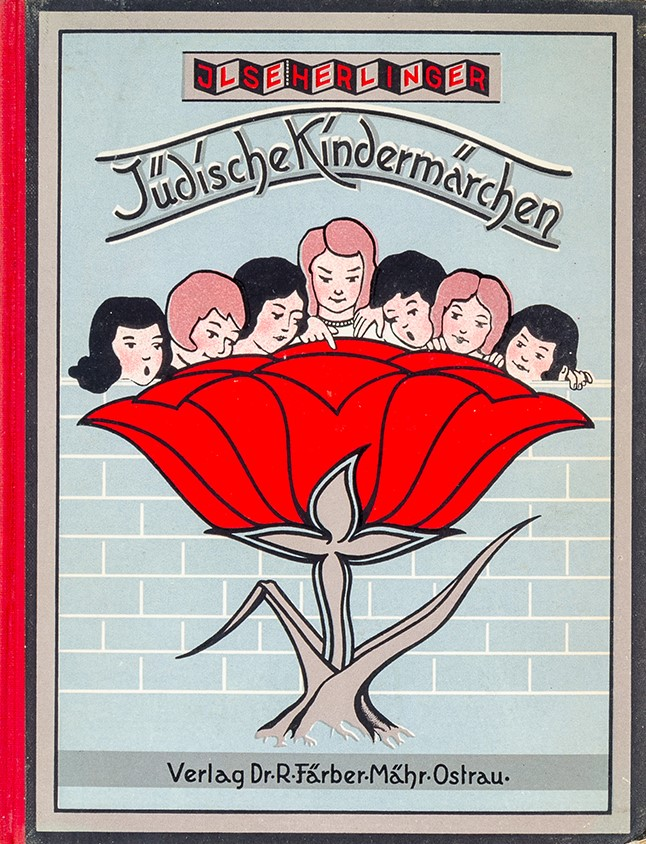
Copertina di un'edizione del 1932 di Jüdische Kindermärchen di Ilse Herlinger

### Scrittura
Raggiunse una certa notorietà con le sue opere per bambini. I suoi primi romanzi, risalenti al 1925, furono raccolti in Das Trittrollerwettrennen und andere Erzählungen ("La corsa dei monopattini e altre storie") (1930).
Il suo libro più popolare fu Mendel Rosenbusch. Geschichten für jüdische Kinder ("Mendel Rosenbusch: storie per bambini ebrei") (1929). Il personaggio del titolo, un uomo anziano e gentile, riceve misteriosamente una moneta magica che gli permette di diventare invisibile a suo piacimento. Usa questo potere per compiere buone azioni anonime per i suoi vicini. Le acute osservazioni di Weber e il suo umorismo gentile rendono queste storie attraenti per tutte le età.
Nel 1930 sposò Willi Weber, ne prese il cognome e si stabilì a Praga, dove scrisse per periodici per bambini e divenne produttrice per la radio ceca, per la quale leggeva alcuni suoi scritti.

### Olocausto e composizione musicale
Dopo l'occupazione nazista della Cecoslovacchia nel 1939, Weber raccontò in una corrispondenza con la sua amica di penna svedese Lilian la situazione di degrado della Moravia occupata dai nazisti, con la mancanza di solidarietà da parte della popolazione non-ebraica e i dubbi sull'opportunità di scappare dal Paese. I Weber riuscirono a portare in salvo il loro figlio maggiore Hanuš in Svezia su un Kindertransport, prima di essere confinati nel ghetto di Terezín. Hanuš fu mandato prima nel Regno Unito per vivere con l'amica di sua madre che era la figlia di un diplomatico svedese, e potrebbe essere l'Hans Weber elencato come n. 1292 nei registri dei Kindertransport nel Regno Unito organizzati da Nicholas Winton. 

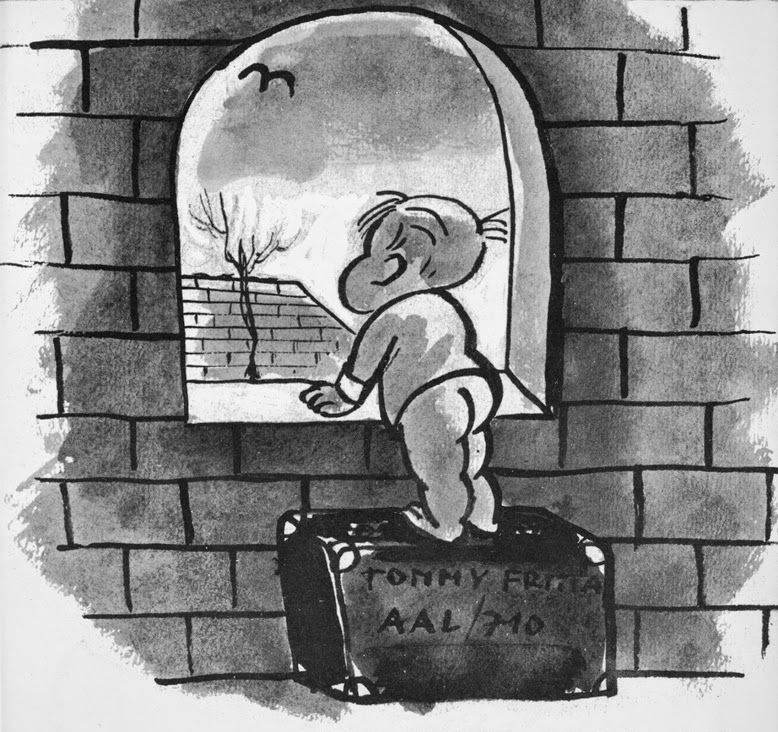
A Tommy per il suo terzo compleanno a Terezín di Bedřich Fritta, 22 gennaio 1944

I Weber arrivarono al campo di concentramento di Theresienstadt l'8 febbraio 1942. I membri della famiglia furono presto smistati in tre diverse caserme per uomini, donne e bambini. Ilse Weber fu impiegata come infermiera notturna nell'infermeria pediatrica del campo, facendo tutto il possibile per i piccoli pazienti senza l'ausilio di medicine (che erano precluse ai prigionieri ebrei). Scrisse circa 60 poesie durante la sua prigionia e ne musicò molte, utilizzando melodie e immagini apparentemente semplici per descrivere l'orrore di ciò che la circondava. Le sue canzoni, spesso ispirate agli oggetti tipici del ghetto, erano rivolte ai bambini (p.e. per farli addormentare), ma si diffusero anche tra gli adulti. Nelle sue performance si accompagnava alla chitarra.
Quando suo marito fu deportato ad Auschwitz nell'ottobre del 1944, Ilse Weber si offrì volontaria per unirsi a lui con il figlio Tommy perché non voleva che la famiglia si dividesse e non voleva lasciare soli i bambini di Theresienstadt. Fu deportata da Terezín ad Auschwitz il 4 ottobre. Lei e il ragazzo furono uccisi nella camera a gas il 6 ottobre. Secondo i resoconti, lei, il figlio e altri bambini intonarono la sua "Ninna nanna" prima di andare incontro alla morte.

## Eredità
Will Weber sopravvisse alla moglie e al figlio per 30 anni. Fu in grado di salvare i testi dei suoi componimenti dopo averli nascosti in una buca nel maneggio di Terezín, prima della deportazione verso Auschwitz. Morì in aeroporto a Copenaghen mentre viaggiava verso Stoccolma da suo figlio Hanuš.  Quest'ultimo, sopravvissuto alla guerra in Svezia, vive a Stoccolma in pensione. Suo figlio Tommy, nato nel 1977, prende il nome dal fratello minore, assassinato con la madre ad Auschwitz. Hanuš Weber ha partecipato a un programma culturale per commemorare il lavoro di sua madre a Berlino il 22 maggio 2008. È l'autore di un libro sulla sua vita, "Ilse: una storia d'amore senza un lieto fine".
Le poesie di Weber composte a Theresienstadt sarebbero state raccolte nel 1991 nel volume In deinen Mauern wohnt das Leid – Gedichte aus dem KZ Theresienstadt. Le sue canzoni sono state incise di frequente, in particolare Wiegala ("Ninna nanna"), p.e. da Anne Sofie von Otter e Christian Gerhaher (2007). Wiegala è usata nella commedia di Paula Vogel, Indecent.
Nel 2008 la casa editrice Carl Hanser Verlag di Monaco ha pubblicato una raccolta di sue lettere e poesie intitolata Wann wohl das Leid ein Ende hat (adatt. it. Quando finirà la sofferenza?) raccolte dalla storica tedesca Ulrike Migdal.
Grazie al lavoro di Francesco Lotoro, una paziente di Theresienstadt, Aviva Bar-On, ha permesso di ricostruire la musica di alcuni componimenti di Weber. Il 15 aprile 2018, la donna cantò, senza partitura scritta, solo a memoria, una delle canzoni di Ilse Weber durante un concerto a Gerusalemme. L'intero evento fu un omaggio alle vittime dei campi di concentramento nazisti che avevano composto musica.

## Opere

### Scritti
- Märchen ("Fiabe"), 1928
- Die Geschichten um Mendel Rosenbusch ("Mendel Rosenbusch: Racconti per bambini ebrei"), 1929
- Das Trittrollerwettrennen ("La corsa dei monopattini"), 1936
- In deinen Mauern wohnt das Leid: Gedichte aus dem KZ Theresienstadt ("Il dolore vive tra le tue mura: poesie dal campo di concentramento di Theresienstadt"), 1991
- A cura di Ulrica Migdal, Wann wohl das Leid ein Ende hat (Quando finirà la sofferenza? Lettere e poesie da Theresienstadt), 2008.

### Canzoni (parziale)[13]
- Ade, Kamerad! ("Addio, amico mio!")
- Ich wandre durch Theresienstadt ("Theresienstadt")
- Und der Regen rinnt, und der Regen rinnt ("E cade lenta la pioggia")
- Wiegala (Wiegala, wiegala, weier) ("Ninna nanna")